# Атака Тромповского
Атака Тромповского — шахматный дебют, начинающийся ходами: 
 1. d2-d4 Kg8-f6 
 2. Cc1-g5.
Относится к полузакрытым началам. Ведёт к острой игре со взаимными шансами.

## История
Дебют назван в честь бразильского шахматиста Октавио Тромповского (1897—1984), применявшего данное начало в 1930—40-х годах, в то же время указанная система игры встречалась на практике и ранее. Впоследствии атака Тромповского входила в дебютный репертуар таких шахматистов как Д. И. Бронштейн, Г. Чепукайтис, А. Стефанова. Большой вклад в развитие данного начала внёс английский шахматист Джулиан Ходжсон.
Атака Тромповского в силу своей простоты также получила широкое распространение среди любителей.

## Идеи дебюта
Белые стремятся создать трудности для нормального развития королевского фланга противника, зачастую продолжая путём Cg5:f6, что влечёт за собой образование сдвоенных пешек. Помимо этого, белые пытаются уклониться от глубоко проработанных вариантов защиты от ферзевого гамбита (защита Нимцовича, защита Грюнфельда, индийские защиты и др.) и свести игру к позициям, незнакомым сопернику. В ряде вариантов белые получают возможность создания прочного пешечного центра и захвата пространства.

## Варианты
- 2. …Kf6-e4 — чёрные стремятся уклониться от сдваивания пешек и атакуют белого слона.
  - 3. Cg5-f4 — основное продолжение.
    - 3. …c7-c5 либо 3. …d7-d5. Белые в ответ отгоняют неприятельского коня путём 4. f2-f3, после чего, как правило, следует 5. e2-e4.

  - 3. Cg5-h4
  - 3. h2-h4
    - 3. …Ke4:g5 h4:g5 — создаёт слабости для чёрной пешки «h».
    - 3. …c7-c5
    - 3. …d7-d5
    - 3. …h7-h6

  - 3. Kg1-f3 Ke4:g5 4. Kf3:g5 e7-e5! — с преимуществом у чёрных.
- 2. …e7-e6 — чёрные избегают сдваивания пешек, однако связывают своего коня.
  - 3. Kg1-f3
  - 3. e2-e4
  - 3. e2-e3. Далее возможно 4. f2-f4 с созданием прочной пешечной структуры d4-e3-f4 с участием слона на g5.
- 2. …d7-d5 — чёрные игнорируют угрозу образования сдвоенных пешек.
  - 3. Kb1-c3 — ведёт к Системе Вересова.
  - 3. Kg1-f3
  - 3. e2-e3 с возможностью создания пешечной структуры d4-e3-f4.
  - 3. Cg5:f6 — белые стремятся создать в лагере противника слабость (сдвоенные пешки), после чего возможно расположение фигур в духе ферзевого гамбита.
- 2. …g7-g6 — ведёт к игре в духе Староиндийской защиты.
- 2. …c7-c5 — чёрные атакуют центр и готовят возможный ход Фd8-b6.
- 2. …c7-c6
  - 3. Cg5:f6
  - 3. Kg1-f3
  - 3. e2-e3? Фd8-a5+ — с выигрышем слона.

## Примерная партия
Тромповский — Кантеро, Монтевидео, 1954
1. d4 Кf6 2. Сg5 Кe4 3. Сh4 g5 4. f3 gh 5. fe Сh6 6. Кf3 e6 7. Кc3 b6 8. e5 Лg8 9. Кe4 Сg7 10. e3 Сb7 11. Сd3 Кc6 12. O-O Кb4 13. Кfg5 h6 14. Фh5 Лf8 15. Л:f7 Ф:g5 16. Л:f8+ Kр: f8 17. К:g5 1-0